# Герман Ліберман
Герман Ліберман (пол. Herman Lieberman, 3 січня 1870 в Дрогобичі — 21 жовтня 1941 в Лондоні) — польський політичний діяч.

## Біографія

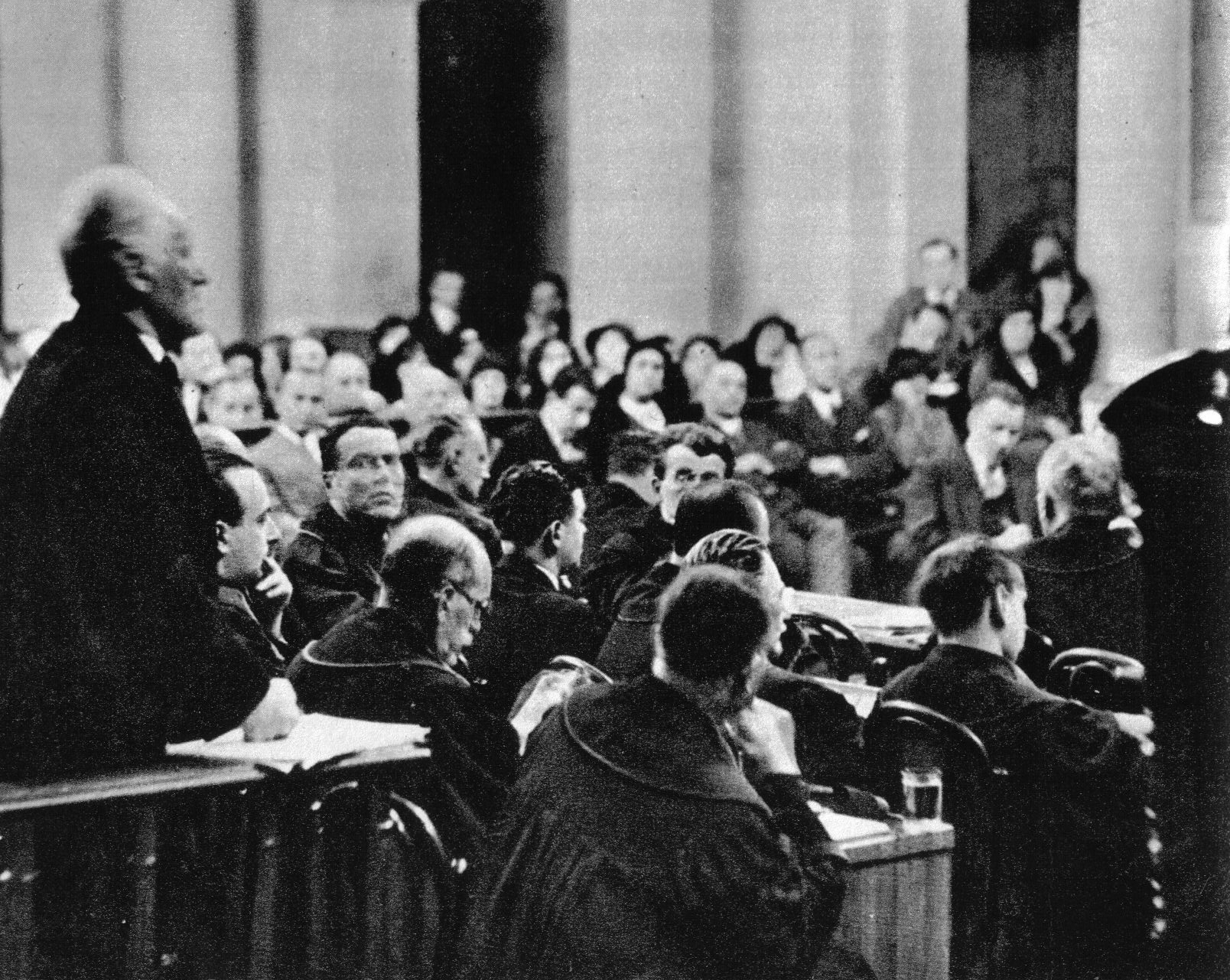

Ліберман народився в асимільованій єврейській родині в Дрогобичі. Його батько Йосип був керівником на шахті. Навчався в середніх школах Борислава і Стрия. В 1888 році здобув юридичну освіту у Відні. Незабаром вирушив до Цюриха, а потім у Париж. У 1896 році вступив в Польську соціал-демократичну партію Галичини і Сілезії.
В 1904–1919 роках Ліберман у керівництві Польської соціалістичної партії (ППС). У 1907–1918 роках Ліберман обирався до австрійського парламенту (рейхсрату).
У Першу світову війну воював у Польському легіоні проти Росії. У незалежній Польщі у 1919–30 роках Ліберман був членом сейму від ППС.
Один з авторів демократичної конституції Польщі 1921 року.
У 1920–1939 роках Ліберман член Центрального робочого комітету (ЦРК) ППС, (в 1931–34 рр. був заступником голови виконавчого комітету).
З листопада 1926 року після державного перевороту Юзефа Пілсудського Ліберман очолював парламентську опозицію. У 1930 році був заарештований і в 1931 році засуджений до трьох років тюремного ув'язнення.
У тому ж році втік з-за ґрат до Чехословаччини, пізніше переїхав до Франції. Співпрацював з комуністами в організації допомоги республіканцям під час громадянської війни в Іспанії.
З поразкою Франції в 1940 році Ліберман переїхав до Лондона. В 1940 році голова ЦРК ППС за кордоном, в 1940–1941 роках член Польської народної ради, а з 1941 року міністр юстиції польського уряду в еміграції.